# リングワールド (架空の天体)

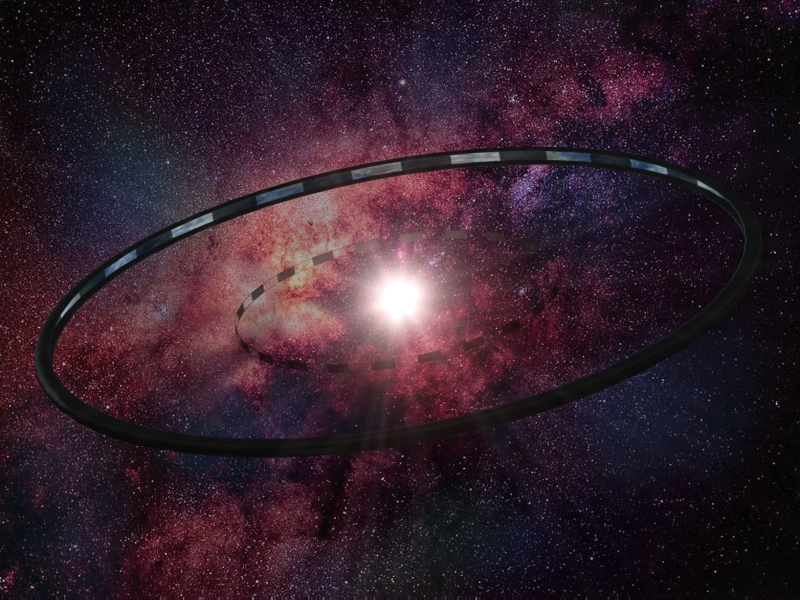
リングワールド。下が手前。公式の画ではなく、ファンの手によるもの。

リングワールド (Ringworld) は、ラリー・ニーヴンのSF小説シリーズ〈ノウンスペース〉に登場する架空の巨大な人工天体。以下の4つの長編小説に登場し、それらの主な舞台となった。
1. リングワールド (Ringworld) 1970
2. リングワールドふたたび (The Ringworld Engineers) 1980
3. リングワールドの玉座 (The Ringworld Throne) 1996
4. リングワールドの子供たち (Ringworld's Children) 2004

## 基本情報
リングワールドは幅が約100万マイル、直径がほぼ地球の公転軌道（周囲が約6億マイル）の人工のリング状天体である。中心に恒星があり、リングワールドを回転させることで地球に近い人工重力を作り出している。リングの内側は地球の表面の約300万倍の広さがあり、居住可能となっている。リングの両縁には高さ1000マイルの壁があり、大気が逃げ出さないようになっている。
リングワールドはダイソン球を薄く輪切りにしたものとみなすことができ、多くの似通った特性を持つ。ニーブン自身、リングワールドのことを「ダイソン球と惑星との中間の形態」と考えている。（他方、フリーマン・ダイソンは「もっと小さいものを数多くつくらなかった理由が解せない」とニーヴンに語ったと言う。）
リングワールド（正確には“ニーヴンのリング”というべきであろうが）は、このような構造物をさす一般用語として使われることもある。他のSF作家もニーヴンのリングワールドのバリエーション的なものを考案している。特にイアン・バンクスの『Culture Orbital』はミニチュアのリングワールド群を最もよく描いているし、他にも同名のビデオゲームもあるリング状のヘイロー構造体などがある。

## 地理
リングワールドでの方位は、円周に沿った向きが「回転方向（スピンワード）」「反回転方向（アンチスピンワード）」、側壁の向きが「右舷（スターボード）」「左舷（ポート）」と呼ばれる。
“床”および側壁は、極めて密度の高い「構成物質（スクライス）」でできている。厚さ30m以下の「スクライス」の表面（内側）に土砂が盛られ、植物が生えている。“床”の裏、つまり、外側は、発泡した「スクライス」で覆われ、隕石からの保護層となっている。山、川、海などのあらゆる地形は「スクライス」自体によって型取りされた上に作られており、裏から見ると凹凸が逆になっている。後述する「大海洋（グレート・オーシャン）」を除けば、海の深さは10mに満たない。海は自動機械によって浚渫され、海底に堆積した土砂は太いパイプを通って側壁の高さ数十マイルにある開口部から放出される。開口部の下は円錐を縦に割ったような形の「こぼれ山（スピルマウンテン）」になっている。「こぼれ山」は両側の壁に沿って一定間隔で立ち並び、リングワールド全体でおよそ5万個ある。
側壁の外側の張り出し部分に宇宙船の発着場が設けられている。ここでリングワールドから外へ出れば、宇宙船はリングワールドの自転速度で飛び出すことになるので、それだけで恒星からの脱出速度以上の速度が得られる。到着した宇宙船を減速させるために側壁の上にマスドライバーのような施設が用意されているが、これはリングワールドの建設後にそこで進化した種族の一つが設置したもので、当初からあったわけではないらしい。
「大海洋（グレート・オーシャン）」は、リングワールド上の恒星を挟んで向かい合う二ヶ所に作られた、地球の表面積の何十倍もの広さの海である。その中には地球、火星、ジンクス、クジンなどといった近隣の恒星を巡る惑星の、リングワールドが建造された当時（おそらく数百万年前）の姿を投影した、ほぼ実物大の「地図」がある。
「神の拳（フィスト・オヴ・ゴッド）」は、「大海洋」のひとつから回転方向に数万キロのあたりにそびえる巨大な山で、過去のいつか、リングワールドの外側に衝突した巨大隕石が「スクライス」を突き破った跡である。その山頂は大気圏の上まで飛び出し、オーストラリア大陸ほどの広さの穴になっている。山麓は地球の表面積よりも広い範囲が隆起し、山頂に近づくにつれて砂漠化あるいは永久凍土化し、ついには「スクライス」が剥き出しになっている。

## 工学
リングワールドの建設は空想の域を出ない。仮にこのようなものが作られたとすれば、内面には途方もない広さの居住可能な土地を持たせられるであろう。だが、建設および回転させるために必要なエネルギーは莫大なもの（主星から得られる全エネルギーの数世紀分に相当）となるだろう。これまで考えられなかった何らかのエネルギー源が利用できるようにならなければ、人類の時間感覚で許容可能な期間内で建設は不可能かもしれない。
さらに、「構成物質（スクライス）」に必要な引張り強度も核の強い相互作用と同程度のものが必要である（人工重力は通常の重力と違いがないので、リングは極端にスパンの長い吊り橋とみなすことができる）。自然界にはこれほど強靭な物質は発見されていない。ニーヴンのリングワールドを扱った作品中では、「スクライス」は物質変換装置で人工的に作られたことになっている。ただしこれは、使わざるを得なかった充分に発達したテクノロジーに、単に名前をつけただけに過ぎない。

### 不安定性

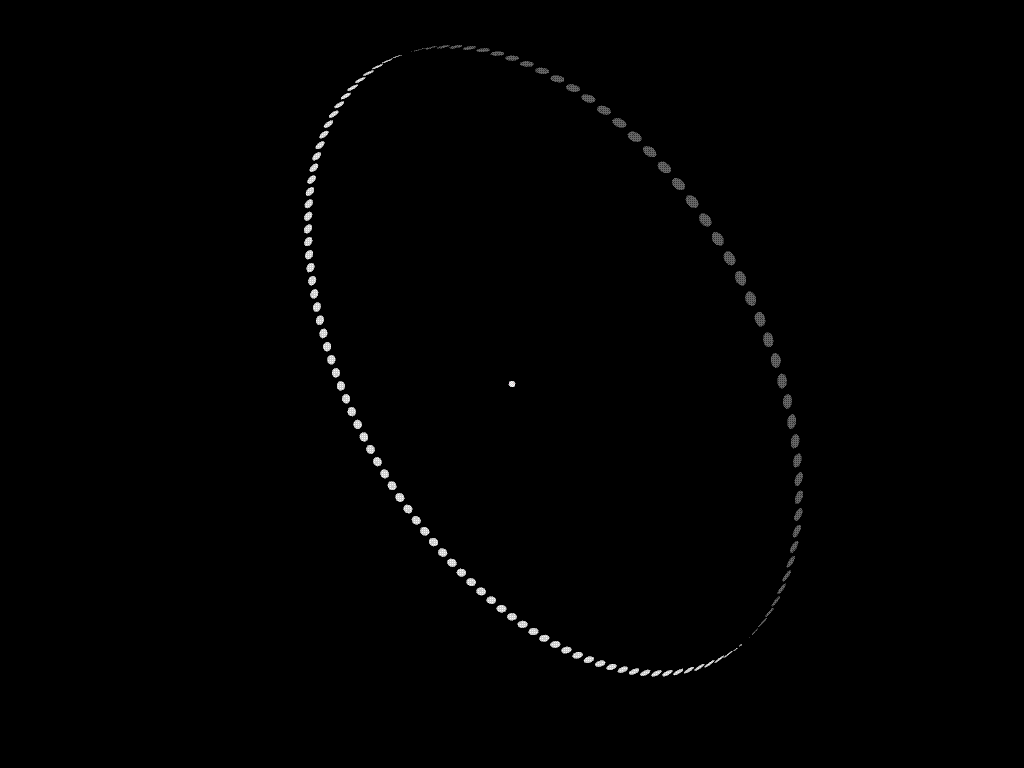
ダイソン・リング。公転運動する多数のユニットからなる。一見リングワールドに似るが、力学的にはまったく異なる。

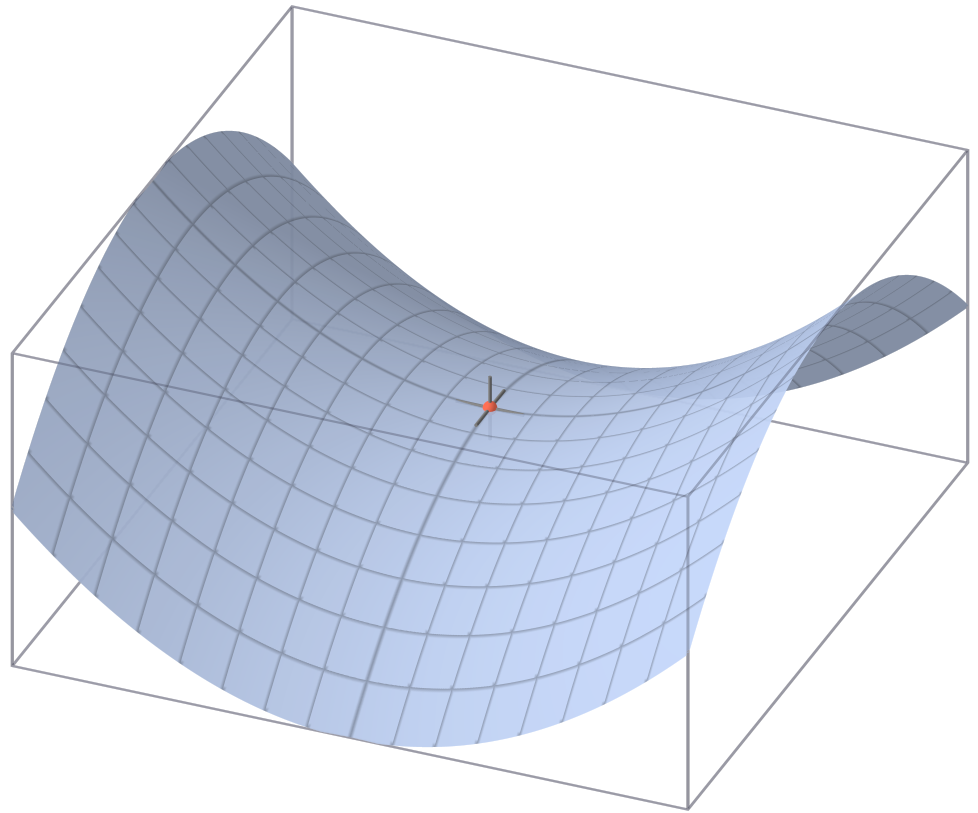
鞍点。正確にこの位置を保てればいいが……。

リングワールドの安定性は、惑星の公転軌道の安定性とは根本的に異なる。リング自体は1200 km/sで回転しているものの、リングワールドの重心は恒星に対して運動していない。つまり、リングワールドが全体として恒星を巡る公転軌道（慣性軌道）にのっているわけではない。また、リングワールドの各部は連結されているので、リングワールドの各部が慣性軌道にのっているわけでもない。
それでも、リングワールドは安定に思える。リングワールドに加わる恒星の重力は、全方向からの力が打ち消しあって0だからである。しかし実は、その状態はポテンシャルの鞍点であり、不安定である。何らかの要因（たとえば、神の拳を作ったような巨大隕石の衝突）により、リングワールドの中心が恒星からわずかでも横方向にずれると、恒星と接近した部分に加わる重力はより強くなり、ずれを拡大する方向に重力が加わる。坂道を転がり落ちるように位置のずれは大きくなり、最終的には恒星とリングは接触するか、その前に恒星の重力や熱により破局的な結果になるだろう。一方、縦方向のずれに対しては、ずれを縮小する方向に重力が加わり、安定である。
この問題は『リングワールド』が出版された後に発覚した。これにより「リングワールドは力学的に不安定」だと指摘し、この問題を解決するための続編を熱望する手紙を、ニーヴンは山のように受け取ることになった。また、1970年に開催された世界SF大会では、MITの学生がホールで同じことを大合唱したという。これらに対する彼の解答が『リングワールドふたたび』で描写された姿勢制御ジェットである。
恒星との位置関係がずれた場合、リングワールドが不安定であるのに対し、ダイソン球は中立安定である。言い換えれば、球殻内のポテンシャルは完全に平坦であり、恒星がどの位置でも重力は0である。このことは、ニュートンが積分を使って証明したが、ガウスの法則を使えば容易に導出できる（球殻に限らず任意の閉曲面に対し同様にポテンシャルが平坦だとわかる）。リングワールドにはない高緯度の「キャップ」の部分が、リング部分の重力をちょうど打ち消す大きさと方向の重力を生んでいると考えることができる。

### その他のメンテナンス
ニーヴンは、安定性以外の矛盾点についても続編でつじつまを合わせている。例えばリングワールドの海洋は塩分を含まずルイス・ウーは塩分摂取に困るはず、という問題点があった。このため『リングワールドふたたび』では「大海洋（グレート・オーシャン）」は塩分を含んでいるように描写されている。またシリーズの第四作『リングワールドの子供たち』で、リングワールドのいくつかの設計ミスを説明するための話を書いている。
ニーヴンのリングワールドには、通常の惑星と同様の昼夜を実現するため、主星の近傍に何枚もの「シャドウ・スクェア」をワイヤでつなげたリングがある。これはリングワールドの自転よりやや速く回転しており、昼夜帯の数と同じだけ薄明帯を作り出している。これらは莫大な量の日光エネルギーを受け、主要なエネルギー源としてリングワールド本体にビーム送信される。シャドウ・スクェア群も公転軌道にはないので、同様の軌道制御が必要である。『リングワールドの子供たち』ではシャドウ・スクェアはほかの欠陥が「明らか」にされている。これは充分な長さの5枚のシャドウ・スクェアが軌道上で順行・逆行運動すればよりよい昼夜サイクルを、より少ない薄明帯で実現できるというものである。ニーブンは続編『リングワールドふたたび』で、「シャドウ・スクェア」はリングワールド表面の防御システムの一翼をになっているということを明らかにした。「補修センター」から「スクライス」に埋め込まれた超伝導体の格子（グリッド）を使って隕石防御装置となる太陽フレアを発生させ、レーザービームを誘導する機能も持っているということである。
「補修センター」は火星の「地図」の地下空洞にある多数の部屋でできた巨大な迷路である。火星の「地図」は火星の希薄な大気を再現するため、リングワールドの内面から約20マイルの高さにあり、1,120,000,000立方マイルの空洞がある。「補修センター」には何千ものパク人のプロテクターの生活空間があり、かれらの食料である植物「生命の樹」を栽培するのに充分な空間もある。他の空間は「隕石防御システム」などに使用される。

## 住人
現在のリングワールドの住人は大半が地球人同様、プロテクターのいないパク人（ブリーダー）の子孫であるが、長い年月の間に様々な人種（種族）に進化している。第1作『リングワールド』に登場した住人はわずかだったが、第2作以降は多数の種族・住人が登場する。総人口は約30兆人と推定される。

### ブリーダーの子孫
彼らは、入植当時は（当時の地球人同様）ホモ・ハビリス程度の進化レベルだったが、現在は、高い（現在の地球人と同程度の）知能を有している。
たいていの種族は「リシャスラ（別の種族との性交）」を行えるが、それによって妊娠することはない。リシャスラは人口調節の手段として、あるいは種族間の信頼関係を確認するための儀式として広まっている。
「都市建造者（シティ・ビルダー）」はプロテクターが姿を消した後のリングワールドで最も高度な文明を築いた種族だと思われる。彼らは「スクライス」との反発力によって浮かぶ建物に住んでいたが、千年あまり前（地球暦で18世紀頃）に彼らが使っていた機械のほとんどが一斉に故障した「都市の墜落」によってその文明は崩壊した。生き残った者の子孫は墜落しなかった建物に住み、原始的な種族に対して神として振る舞ったり、そこそこ文明が復興してきた地域では知識を売ったりして暮らしている。
『ふたたび』でルイスたちが最初に出会った牧夫たち（正式名称は不明）は小柄で皮膚が赤く、歯は尖っている。「氏族（トライブ）」ごとに何種類かの動物を飼っており、時々お互いの動物またはその肉を交換する。リングワールドには別の「牧畜者（ハーダー）」と呼ばれる種族もいるらしいが、そちらは名前しか登場しない。
「草食人種（グラス・ピープル）」は背が高く気が荒い。植物しか食べないが、食料が足りなくなると他の草食動物を殺して自分たちの食い扶持を確保しようとするため、牧畜をする種族たちとの関係は良くない。
「海の人種（シー・ピープル）」または「両棲人」は首が太く、なで肩であごがないなど、流線形の体をしている。彼らは水中に住み、魚を食べる。また水中でしか行為に及べないため、リシャスラできる相手が少ない。
「吸血鬼（ヴァンパイア）」は皮膚が白く、銀髪で美形だが、知能は低い。彼らは強烈なフェロモンを発して他種族にリシャスラを強要し、その最中に相手の首筋から血を吸って殺す。多くの種族は彼らを恐れ、根絶やしにしようとしているが、彼らのフェロモンを香水や媚薬として利用する者もいる。
「機械人種（マシン・ピープル）」は体格が良く、女性でも髭を生やしている。彼らは広大な帝国を統治しているが、治安維持のための軍隊や種族間の交易以外は支配下にある種族の自治に任せている。また帝国の全土に道路網を巡らせ、植物から作ったアルコールを燃料とする自動車を走らせている。花の蜜に「燃料」を混ぜたものは飲み物にもなる。
「走者（ランナー）」については『ふたたび』ではわずかしか記述されていないが、長距離を走るのに適した体つきをしているらしい（大きな肺、長い足）。
「夜行人種（ナイト・ピープル）」または屍肉食い（グール）は全身に毛が生えており、歯と耳が尖っていて、強い体臭を発する。彼らは他の種族が出す廃棄物から食料を得ている。死体の処理も彼らの仕事とされており、葬儀を執り行うために様々な種族の言葉を使いこなせる。また彼らは光を利用して遠隔地の仲間と通信することによって、そこで何が起きているかを知ることができる。
「夜の狩人（ナイト・ハンター）」は目が大きく、指には鉤爪、口には牙がある。また、嗅覚も優れている。彼らの中には都市で警備員として働いている者もいる。
「ぶらさがり人種（ハンギング・ピープル）」は樹上生活に適応した種族で、背が低く、腕が長く、足の指も手と同じくらい発達している。狭い隙間にも入り込めるため、「都市建造者」に修理屋として仕えている者もいる。
「こぼれ山人種（スピル・マウンテン・ピープル）」はリングワールドの側壁に沿って立ち並ぶ「こぼれ山（スピル・マウンテン）」の空気の薄い斜面やその内部に住んでいる。隣の「こぼれ山」との間を行き来する時は気球を使うが、かつてはもっと高度な飛行機械があったらしい。
このような人類（に似た生物）から進化した種族を描いた作品としては、ドゥーガル・ディクソンの『マンアフターマン』も有名である。

### その他
「大海洋（グレート・オーシャン）」の「地図」には元になった惑星から連れて来られた生物たちの子孫が住んでいる。そのうちクジンの「地図」の住人（つまりクジン人の子孫）は数十万kmの大航海を経て地球の「地図」に到達し、そこを征服したという。火星の「地図」には、火星では絶滅し、ノウンスペースのどこでももはや見ることのできない、火星人の子孫が今も住んでいる。
そのほか、少数のプロテクターがリングワールド各地（その1つは「補修センター」）に分散し住んでいる。

## 参照
- ノウンスペース
- ダイソン球